# Viettesia multistrigata
Viettesia multistrigata là một loài bướm đêm thuộc phân họ Arctiinae, họ Erebidae.